# Бажуки
Бажуки — деревня в Пермском крае России. 
Входит в Кунгурский район в рамках административно-территориального устройства и в Кунгурский муниципальный округ в рамках организации местного самоуправления.

## География
Находится в западной части Кунгурского района примерно в 4 километрах от села Усть-Турка по прямой на юго-запад.

## История
Известна с 1719 года как деревня Бажукова, основана выходцем из Усть-Турки. Местное название деревни Ялыныч.
С 2004 до 2020 гг. деревня входила в Усть-Турское сельское поселение Кунгурского муниципального района.

## Население
Постоянное население составляло 909 человек в 2002 году (98 % татары), 936 человек в 2010 году.

## Климат
Климат умеренно-континентальный с продолжительной снежной зимой и коротким, умеренно-тёплым летом. Средняя температура июля составляет +17,8 0С, января −15,6 0С. Среднегодовая температура воздуха составляет +1,3°С. Средняя продолжительность периода с отрицательными температурами составляет 168 дней и продолжительность безморозного периода 113 дней. Среднее годовое количество осадков составляет 539 мм.

## Религия
Мечети
- Мечеть